# Stijn Vranken

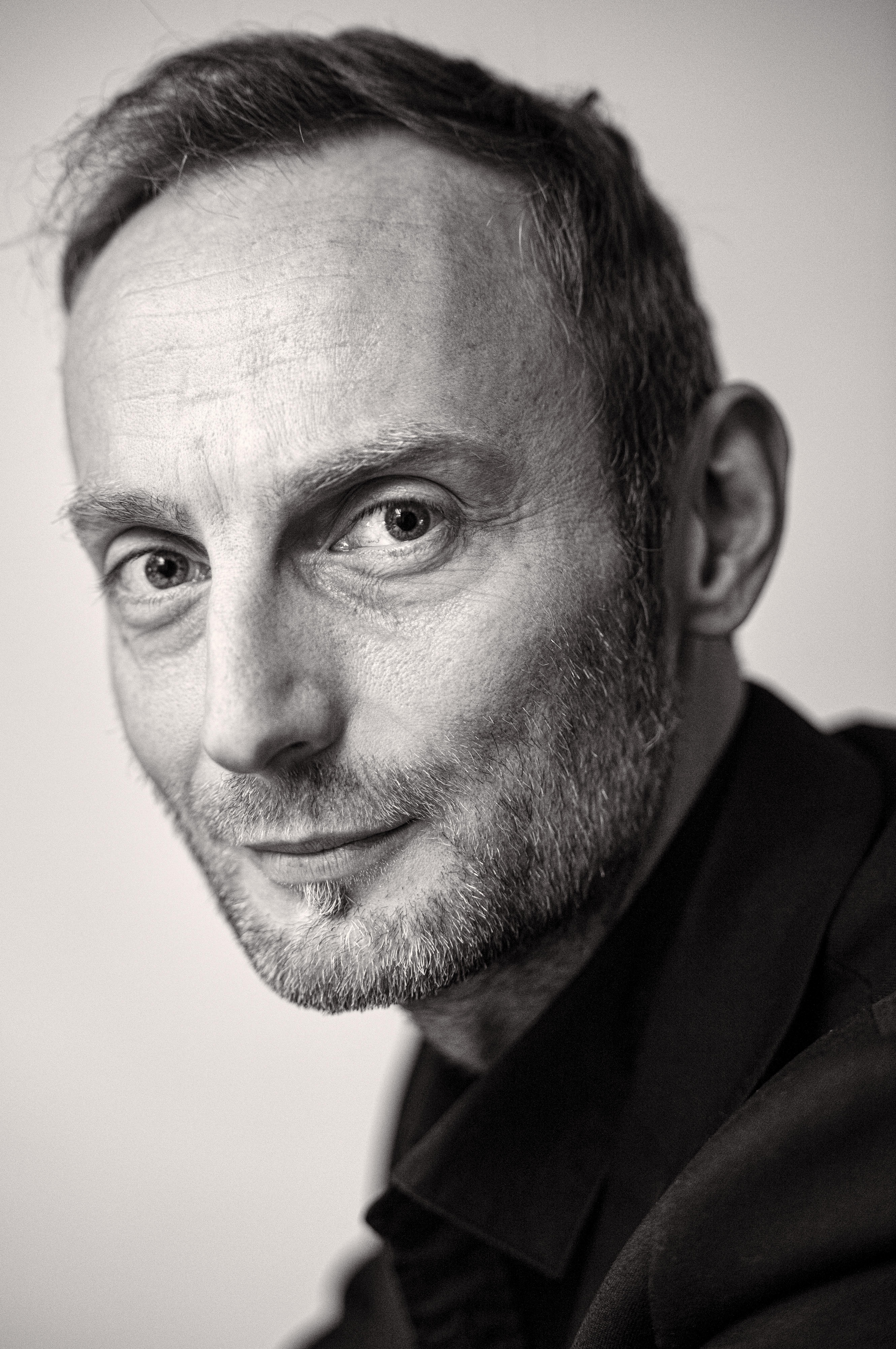
Stijn Vranken (dec. 2015)

Stijn Vranken (Leuven, 1 februari 1974) is een Belgisch dichter en poëzieperformer. Hij woont in de Seefhoek te Antwerpen.
Vranken is medeoprichter van De Sprekende Ezels, een maandelijks terugkerend open podium voor poëzie, muziek, comedy en andere podiumkunsten in Antwerpen, Brussel, Leuven, Turnhout en Gent.
Behalve dichter is Vranken tekstschrijver voor het theater, schreef hij twee radioboeken voor De Buren en stond hij op de planken met zijn eigen voorstellingen.
In 2008 verscheen zijn eerste dichtbundel Vlees mij! bij Meulenhoff/Manteau. Samen met illustratrice Sabien Clement bracht hij in 2010 het boek Aaron Holsters: Restauratie van een droom, uit. Wees gerust, maar niet hier, zijn tweede bundel, werd in 2011 gepubliceerd bij De Bezige Bij Antwerpen.
Vranken was al vaak de gast op verschillende culturele podia, waaronder Zuiderzinnen, Hotel Ideal, Literaal, Nacht van de Poëzie en Koningsblauw.
In 2014 volgde Stijn Vranken Bernard Dewulf op als stadsdichter van Antwerpen. In 2016 gaf hij de fakkel door aan Maarten Inghels. 

## Theaterperformances
- 2005-2006: Komen, zien, en nog eens komen (met Andy Fierens)
- 2006-2007: Oraal en Zonen